# Guido Calza
Guido Calza (* 21. April 1888 in Mailand; † 17. April 1946 in Rom) war ein italienischer Klassischer Archäologe.

## Leben
Calza studierte an der Universität Rom Archäologie bei Emanuel Loewy, Orazio Marucchi, Dante Vaglieri und Karl Julius Beloch. Nach dem Studium arbeitete er ab 1912 in der Amministrazione Antichità e Belle Arti, zunächst als Inspektor, seit 1924 als Direktor, und leitete die Ausgrabungen in der antiken Stadt Ostia. Er entdeckte unter anderem die kaiserzeitlichen Wohnhäuser in Ostia (darunter die Casa dei Dipinti und die Domus di Giove e Ganimede), das dortige Militärlager aus dem 4. Jahrhundert v. Chr., die Hafenanlage und den Friedhof an der Via Laurentina aus dem 2. Jahrhundert n. Chr.
Zum 1. April 1945 wurde Calza mit der Aufsicht über die Ausgrabungen auf dem Forum Romanum und auf dem Palatin (Soprintendenza del Foro e Palatino) betraut. Er plante, die dortigen Funde und Monumente in neuen Museen auszustellen. Dieser Plan kam jedoch durch seinen frühen Tod (17. April 1946) nicht zur Ausführung.

## Schriften (Auswahl)
- Ostia. Guida storico-monumentale. Mailand/Rom 1925. Neuausgaben 1931, 1949, 1955, 1958, 1987. Übersetzungen ins Deutsche, Englische und Französische
- La Necropoli del Porto di Roma nell’Isola Sacra. Rom 1940